# 吉田優磨
吉田 優磨（よしだ ゆうま、1997年6月24日 - ）は、兵庫県出身のプロバスケットボールコーチである。

## 来歴
兵庫県南あわじ市立南淡中学校卒業後、総合学園ヒューマンアカデミーバスケットボールカレッジへ入学。
卒業後、HOS花園スタジアムバスケットボールスクールコーチ
2017年4月〜6月   HOS実業団バスケットボールクラブアシスタントコーチ、
2017年7月〜    総合学園ヒューマンアカデミーバスケットボールカレッジ大阪校アシスタントコーチ兼大阪エヴェッサスクールコーチ
2018-19シーズン、b3リーグに参戦する岩手ビッグブルズのアシスタントコーチに就任。  2018年12月28日、岡田修ヘッドコーチの契約解除に伴いヘッドコーチ代行となる。
2019-20シーズン、アソシエイトヘッドコーチに就任し、選手兼任ヘッドコーチの永田晃司と共にチームの指揮を執った。ヘッドコーチとしては最年少である。2020年初めに発生した新型コロナウイルスの感染拡大の影響で、シーズンが途中で終了。結果成績は同率3チームで、得失点差で4位に終わる。

2020-21　  岩手ビッグブルズ アソシエイトヘッドコーチ

2021-22　  岩手ビッグブルズ ヘッドコーチ

2022-23　  岩手ビッグブルズ アソシエイトヘッドコーチ

2023-24    岩手ビックブルズ　アシスタントコーチ